# 弗雷舒 (马尔库-迪卡纳韦西什)
弗雷舒是葡萄牙波尔图区的一个堂区。总面积4.6平方公里，总人口850人，人口密度人/平方公里。